# 슈체치네크군

서포모제주 지도에 표시된 슈체치네크군의 위치

슈체치네크군(폴란드어: powiat szczecinecki)은 폴란드 서포모제주에 위치한 군으로 군청 소재지는 슈체치네크이며 면적은 1,765.22km2, 인구는 77,232명(2006년 기준), 인구 밀도는 44명/km2이다.
북쪽으로는 코샬린군, 북동쪽으로는 포모제주 비투프군, 동쪽으로는 포모제주 치우후프군, 남쪽으로는 비엘코폴스카주 즈워투프군, 서쪽으로는 드라프스코군, 시비드빈군, 북서쪽으로는 비아워가르트군과 접한다. 6개 지방 자치체(1개 도시, 3개 도시형 농촌, 2개 농촌)를 관할한다.

군기
군 문장